# Волиця Друга
Воли́ця Друга —  село в Україні, у Заслучненській сільській громаді Хмельницького району Хмельницької області. Населення становить 329 осіб.

## Історія
Станом на 1886 рік в колишньому власницькому селі Терешківської волості Старокостянтинівського повіту Волинської губернії, мешкало 665 осіб, налічувалось 92 дворових господарства, існувала православна церква, школа, постоялий будинок, водяний і вітряний млини.
За переписом 1897 року кількість мешканців зросла до 892 осіб (442 чоловічої статі та 450 — жіночої), з яких 820 — православної віри. 

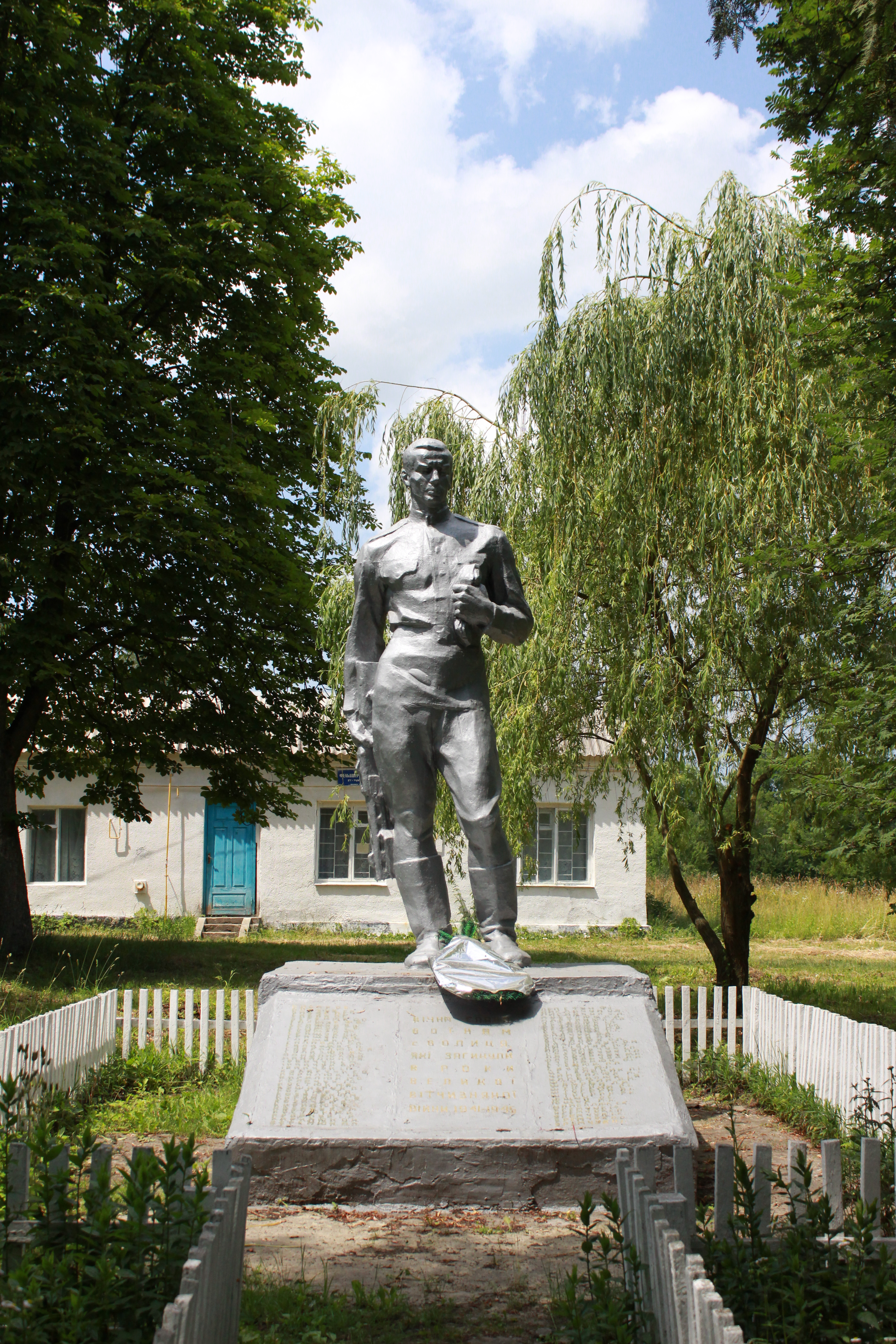
Пам'ятний знак на честь воїнів-односельчан